# كرايغ واتسون (تريثلت)
كرايغ واتسون (بالإنجليزية: Craig Watson)‏ هو تريثلت نيوزيلندي، ولد في 2 يونيو 1971 في إنفركارجل في نيوزيلندا.

## وصلات خارجية
- كرايغ واتسون على موقع اتحاد الترياتلون الدولي (الإنجليزية)
- كرايغ واتسون على موقع أوليمبيديا (الإنجليزية)
- كرايغ واتسون على موقع اتحاد ألعاب الكومنولث (مؤرشف) (الإنجليزية)